# The Real Thing (musikgrupp)
The Real Thing är en brittisk popgrupp som bildades 1972. Gruppen hade några hitlåtar på 1970-talet som till exempel You to Me Are Everything och Cant Get By Without You, båda två från 1976.

## Bandmedlemmar
Nuvarande medlemmar
- Chris Amoo (f. Christopher Charles Amoo 14 oktober 1952 i Liverpool) – sång
- Dave Smith (f. David Smith 6 juli 1952) – sång

Tidigare medlemmar
- Ray Lake (f. Raymond Lake 11 februari 1954 i Liverpool, död 2000) – falsettsång
- Kenny Davis – sång
- Eddie Amoo (f. Edward Robert Amoo 5 maj 1950 i Liverpool, död 2018) – sång, gitarr

## Diskografi (urval)
Studioalbum
- Real Thing (1976) - UK #34
- 4 from 8 (1977)
- Step Into Our World (1978), retitled Can You Feel the Force (1979) - (UK #73)
- ....Saints Or Sinners? (1980)

Livealbum
- The Real Thing Live (1998)

Samlingsalbum
- 20 Greatest Hits (1980) - (UK #56)
- 100 Minutes (1982)
- The Best of The Real Thing (1986) - (UK #24)

Singlar (topp 100 på UK Singles Chart)
- "You to Me Are Everything" (1976) (#1)
- "Can't Get By Without You" (1976) (#2)
- "You'll Never Know What You're Missing" (1977) (#16)
- "Love's Such a Wonderful Thing" (1977) (#33)
- "Whenever You Want My Love" (1978) (#18)
- "Let's Go Disco" (1978) (#39)
- "Rainin' Through My Sunshine" (1978) (#40)
- "Can You Feel the Force?" (1979) (#5)
- "Boogie Down (Get Funky Now)" (1979) (#33)
- "She's a Groovy Freak" (1980) (#52)
- "You to Me Are Everything (The Decade Remix 76-86)" (1986) (#5)
- "Can't Get by Without You" (The Decade Remix II) (1986) (#6)
- "Can You Feel the Force?" ('86 Remix) (1986) (#24)
- "Straight to the Heart" (1986) (#71)
- "Hard Times" (1987) (#90)
- "So Much Love to Give" (med Freeloaders) (2005) (#9)